# Jack of Sound
Jack of Sound, de son vrai nom Chris Oberman (né le 30 novembre 1985), est un musicien néerlandais de hardstyle.

## Biographie
Oberman est utilisé une fois pour le nom du valet dans un jeu de cartes en Allemagne. Au lieu de « Jack of Hearts » (valet de cœur), il l'a appelé « Jack of Sound »
En 2008, il remporte les B2S Rookie Nights, ce qui lui permet de participer au festival Decibel Outdoor. Un an plus tard, il remporte le concours de remixes d'AVIO Records avec son remix du titre Intractable One - Thick Pale. Son remix sort plus tard sur ce label. La même année, il remporte le concours de remixes Black de Showtek, grâce auquel son remix est publié sur le label néerlandais Master Works. Outre ses titres et ses remixes, il se fait surtout connaître pour ses mashups, comme Cocaine Fothermucker, qui est joué par Tatanka à Qlimax 2008.
En 2010, il signe avec le label néerlandais de hardstyle Fusion Records, où il sort la plupart de sa musique. Parallèlement, il sort également des albums sur A² Records, sous-label de Scantraxx, et sur Roughstate, label d'Adaro, B-Front, Frequencerz et Ran-D. En 2016, il passe à Most Wanted. En 2017, Jack of Sound s'associe à Myst pour une morceau, puis il signe au label Unleashed Records, label de Digital Punk.

## Discographie partielle
- 2008 : Duro meets Wild Motherfuckers - Cocaine Fothermucker (Jack of Sound Mash-Up) (Q-dance)
- 2010 : Intractable One - Dikke Bleek (Jack of Sound WC Remix) (AVIO Records)
- 2010 : Showtek - Black (Jack of Sound Remix) (Dutch Master Works)
- 2011 : A Ghost Story (Fusion Records)
- 2011 : You're Next (Fusion Records)
- 2011 : Frequency (Jack of Sound Remix) (avec Zany) (Fusion Records)
- 2011 : Midnight Freaks (avec Titan) (Fusion Records)
- 2011 : Kaylee's Nightmare (Fusion Records)
- 2011 : This Kinda Music (Fusion Records)
- 2012 : Eternal Night (Fusion Records)
- 2013 : Another Day In My Life (Jack of Sound Remix) (The Pitcher) (Fusion Records)
- 2013 : S.T.F.U. / G.T.F.O. (Jack of Sound and Frequencerz) (Fusion Records)
- 2013 : Zombies (Fusion Records)
- 2013 : Machine
- 2013 : Daar Komt De Politie Aan (B-Front and Jack of Sound) (gratuit)
- 2014 : Starlight (Q-dance Records)
- 2016 : Die Ganze Welt (et Alpha2) (A² Records)